# Union des Grands Crus de Bordeaux

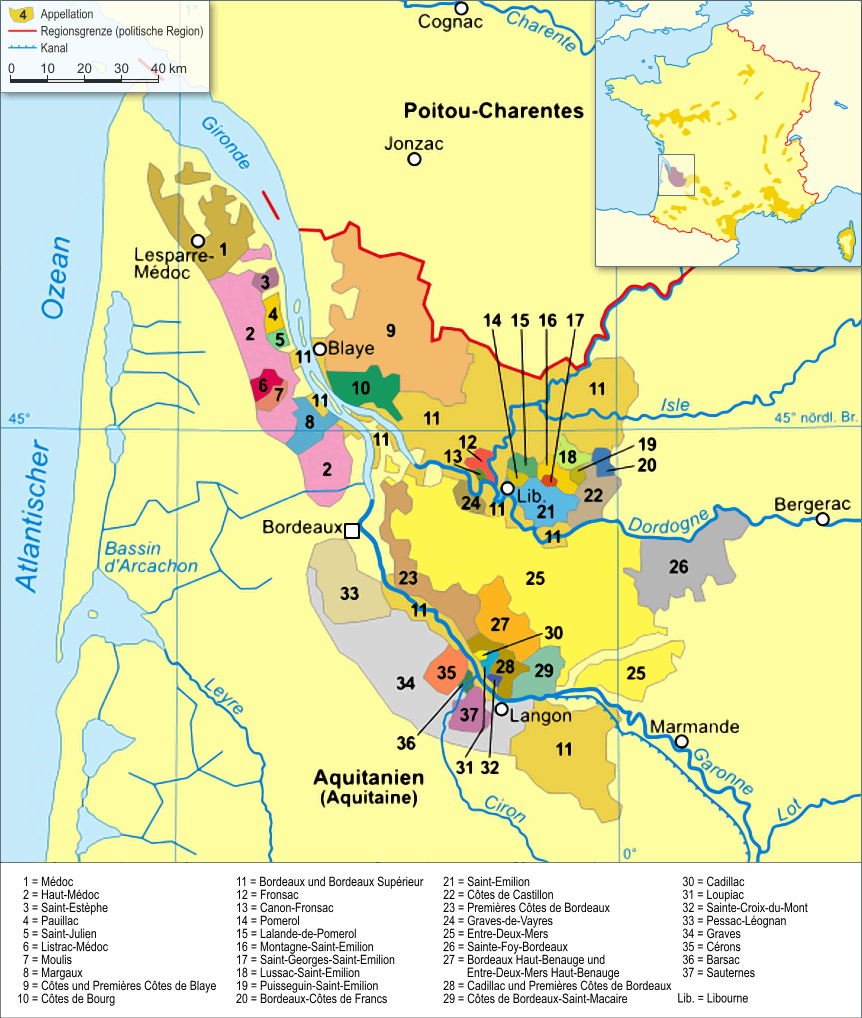
Karte Weinbaugebiet Bordeaux

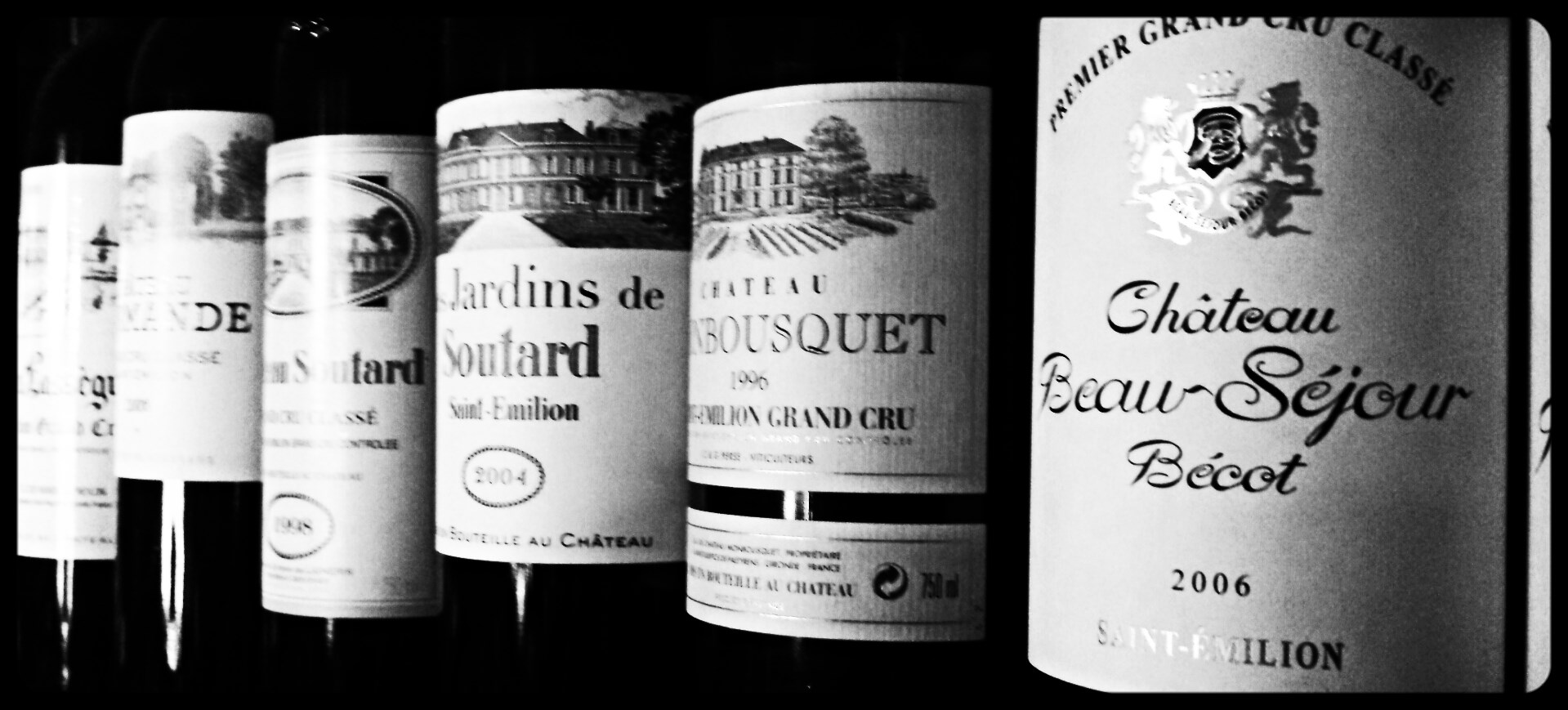
Zweitweine

Die Union des Grands Crus de Bordeaux (UGCB) ist ein Winzerverband als Zusammenschluss von 130 Weingütern aus der französischen Region Bordeaux. Sie wurde 1973 gegründet und repräsentiert die Anbaugebiete Médoc, Haut-Médoc, Saint-Éstephe, Pauillac, Saint-Julien, Margaux, Moulis, Listrac, Graves, Pessac-Léognan, Sauternes, Barsac, Saint-Émilion und Pomerol. Diese Vereinigung versteht sich sowohl als Interessenvertretung der unabhängigen Winzer, die gleichzeitig auch Mitglied im Vignerons indépendants de France sind, als auch als Vermarktungsplattform gegenüber vor allem internationalen Kunden.
Neben der UGCB gibt es weitere regionale Zusammenschlüsse mit ähnlichen Zielen, nämlich die Alliance des Crus Bourgeois du Médoc (gegründet 2003), das Classement des vins de Graves (von 1959) und das Classements des vins de Saint-Émilion (1954).

## Geschichte
Anlässlich einer Reise nach Japan beschloss eine kleine Gruppe von Château-Eignern, gemeinsame Marketingmaßnahmen für die Grand Crus des Bordeaux zu entwickeln. Ihnen folgten andere Châteaus, die ihre Bekanntheit über die Grenzen Frankreichs hinaus ausdehnen wollten. Im Laufe der Jahre ist die Anzahl auf über 130 Mitglieder gewachsen (Stand 2019: 135). Ehrenmitglieder sind Château Cheval Blanc, Château Mouton Rothschild und Château d’Yquem. Zielsetzung ist und war, die jeweils aktuellen Jahrgänge im Jahreslauf rund 50.000 Fachleuten zu präsentieren, darunter Großverteiler, Makler und Vertragshändler. Hierzu werden bis zu achtzig Veranstaltungen jährlich weltweit durchgeführt.
2014 erwirtschaften ihre 134 Mitglieder mit 6300 ha Weinlagen, 2500 Festangestellten und 7000 Zeitarbeitenden 236.000 hl Jahresproduktion und damit 300 Millionen Euro Umsatz.
Die UGCB versteht sich in all ihren Aktivitäten als Botschafter der französischen Kultur. Sie unterhält ihr Büro in Bordeaux, 176, Rue Achard.
Mehrere hoch eingestufte Weingüter entschieden sich aufgrund der Unzufriedenheit mit den Bewertungskriterien, nicht mehr zur Klassifizierung für das Jahr 2022 anzutreten: Châteaux Cheval Blanc, Château Ausone und Château Angélus sind demnach nicht mehr klassifiziert. Während Châteaux Cheval Blanc in der Broschüre von 2022 noch als „Ehrenmitglied“ bezeichnet wird, sind Château Ausone und Château Angélus nicht mehr als Mitglieder der Vereinigung aufgeführt.

## Politik
Der Präsident wird für drei Jahre gewählt. Der erst 39-jährige Ronan Laborde löste 2019 Olivier Bernard ab, der zuvor sechs Jahre lang dieses Amt innehatte. Laborde ist Miteigentümer von Château Clinet im Pomerol, das er mit seinem Vater 1999 erworben hat.
Die jährlich in Bordeaux stattfindende Messe mit Primeur-Weinen ist eine der wichtigsten Vermarktungsveranstaltungen im Kalender der UGCB.
Auch die UGCB verfügt nicht über die Macht, den überregulierten Markt mit Bordeaux-Weinen, der durch vielfach überteuerte Weine gekennzeichnet ist, aufzubrechen.

## Weingüter
Insgesamt verteilen sich die roten und weißen Rebsorten wie folgt:
| Hier fehlt eine Grafik, die leider im Moment aus technischen Gründen nicht angezeigt werden kann. Wir arbeiten daran! Rebsorten, rot | Hier fehlt eine Grafik, die leider im Moment aus technischen Gründen nicht angezeigt werden kann. Wir arbeiten daran! Rebsorten, rot | Hier fehlt eine Grafik, die leider im Moment aus technischen Gründen nicht angezeigt werden kann. Wir arbeiten daran! Rebsorten, rot | Hier fehlt eine Grafik, die leider im Moment aus technischen Gründen nicht angezeigt werden kann. Wir arbeiten daran! Rebsorten, rot | Hier fehlt eine Grafik, die leider im Moment aus technischen Gründen nicht angezeigt werden kann. Wir arbeiten daran! Rebsorten, weiß | Hier fehlt eine Grafik, die leider im Moment aus technischen Gründen nicht angezeigt werden kann. Wir arbeiten daran! Rebsorten, weiß | Hier fehlt eine Grafik, die leider im Moment aus technischen Gründen nicht angezeigt werden kann. Wir arbeiten daran! Rebsorten, weiß | Hier fehlt eine Grafik, die leider im Moment aus technischen Gründen nicht angezeigt werden kann. Wir arbeiten daran! Rebsorten, weiß |
| --- | --- | --- | --- | --- | --- | --- | --- |
| | Merlot | 2345,0 | 41,6 % | | Sémillon | 600,0 | 80,1 % |
| | Cabernet Sauvignon | 2835,0 | 50,3 % | | Sauvignon Blanc | 140,0 | 18,8 % |
| | Cabernet franc | 300,0 | 5,3 % | | Muscadelle | 8,5 | 1,1 % |
| | Petit Verdot | 145,0 | 2,6 % | | | | |
| | sonstige | 6,9 | 0,1 % | | | | |

Legende
Classé: CC = Cru Classé; GCC = Grand Cru Classé; PGCC = Premier Grand Cru Classé; PGCC „A“ = Premier Grand Cru Classé „A“
Mitglied: E = Ehrenmitglied („Membre d’Honneur“)
Stand: Juni 2017
| Anbaugebiet             | Weingut                                        | Classé   | E | Fläche 2017 (2013) | Produktion 2017 (2013) in 1000 Flaschen/a | Rebsortenspiegel | Rebsortenspiegel                                                                          | Ausbau                                | Ausbau | Zweitwein                                                                               |
| ----------------------- | ---------------------------------------------- | -------- | - | ------------------ | ----------------------------------------- | --- | ----------------------------------------------------------------------------------------- | ------------------------------------- | --- | --------------------------------------------------------------------------------------- |
| Pessac-Léognan          | Château Bouscaut                               | CC       |   | 42                 | 100 (20)                                  | Hier fehlt eine Grafik, die leider im Moment aus technischen Gründen nicht angezeigt werden kann. Wir arbeiten daran! | 46 % Merlot, 48 % Cabernet Sauvignon, 6 % Malbec                                          | 18 Monate – neue Fässer: 40 %         | Hier fehlt eine Grafik, die leider im Moment aus technischen Gründen nicht angezeigt werden kann. Wir arbeiten daran! | Les Chênes de Bouscaut                                                                  |
| Pessac-Léognan          | Château Carbonnieux                            | CC       |   | 92                 | 180 (160)                                 | Hier fehlt eine Grafik, die leider im Moment aus technischen Gründen nicht angezeigt werden kann. Wir arbeiten daran! | 60 % Cabernet Sauvignon, 30 % Merlot, 7 % Cabernet franc, 3 % Petit Verdot und Carmenère  | 15–18 Monate – neue Fässer: 30 %      | Hier fehlt eine Grafik, die leider im Moment aus technischen Gründen nicht angezeigt werden kann. Wir arbeiten daran! | La Croix de Carbonnieux – Château Tour Léognan                                          |
| Pessac-Léognan          | Château Les Carmes Haut-Brion                  |          |   | 29 (10,5)          | 40                                        | Hier fehlt eine Grafik, die leider im Moment aus technischen Gründen nicht angezeigt werden kann. Wir arbeiten daran! | 41 % Cabernet franc, 39 % Merlot, 20 % Cabernet Sauvignon                                 | 18–24 Monate – neue Fässer 60 %       | Hier fehlt eine Grafik, die leider im Moment aus technischen Gründen nicht angezeigt werden kann. Wir arbeiten daran! | Le Clos des Carmes Haut-Brion                                                           |
| Pessac-Léognan          | Domaine de Chevalier                           | CC       |   | 60 (45)            | 125 (20)                                  | Hier fehlt eine Grafik, die leider im Moment aus technischen Gründen nicht angezeigt werden kann. Wir arbeiten daran! | 63 % Cabernet Sauvignon, 30 % Merlot, 5 % Petit Verdot, 2 % Cabernet franc                | 18 Monate – neue Fässer: 35 %         | Hier fehlt eine Grafik, die leider im Moment aus technischen Gründen nicht angezeigt werden kann. Wir arbeiten daran! | L’Esprit de Chevalier                                                                   |
| Pessac-Léognan          | Château de Fieuzal                             | CC       |   | 75                 | 117 (21)                                  | Hier fehlt eine Grafik, die leider im Moment aus technischen Gründen nicht angezeigt werden kann. Wir arbeiten daran! | 48 % Cabernet Sauvignon, 45 % Merlot, 5 % Cabernet franc, 2 % Petit Verdot                | 14–18 Monate – neue Fässer: 65 %      | Hier fehlt eine Grafik, die leider im Moment aus technischen Gründen nicht angezeigt werden kann. Wir arbeiten daran! | L’Abeille deFieuzal                                                                     |
| Pessac-Léognan          | Château de France                              |          |   | 41 (40)            | 60 (18)                                   | Hier fehlt eine Grafik, die leider im Moment aus technischen Gründen nicht angezeigt werden kann. Wir arbeiten daran! | 55 % Cabernet Sauvignon, 45 % Merlot                                                      | 12 Monate – neue Fässer: 40 %         | Hier fehlt eine Grafik, die leider im Moment aus technischen Gründen nicht angezeigt werden kann. Wir arbeiten daran! | Château Coquillas                                                                       |
| Pessac-Léognan          | Château Haut-Bailly                            | CC       |   | 30                 | 80                                        | Hier fehlt eine Grafik, die leider im Moment aus technischen Gründen nicht angezeigt werden kann. Wir arbeiten daran! | 60 % Cabernet Sauvignon, 34 % Merlot, 3 % Cabernet franc, und 3 % Petit Verdo             | 16 Monate – neue Fässer: 50–65 %      | Hier fehlt eine Grafik, die leider im Moment aus technischen Gründen nicht angezeigt werden kann. Wir arbeiten daran! | La Parde Haut-Bailly                                                                    |
| Pessac-Léognan          | Château Haut-Bergey                            |          |   | 40                 | 120 (80)                                  | Hier fehlt eine Grafik, die leider im Moment aus technischen Gründen nicht angezeigt werden kann. Wir arbeiten daran! | 42 % Cabernet Sauvignon, 38 % Merlot, 10 % Cabernet franc, 7 % Petit Verdot, 3 % Malbec   | 14 Monate – neue Fässer: 30 %         | Hier fehlt eine Grafik, die leider im Moment aus technischen Gründen nicht angezeigt werden kann. Wir arbeiten daran! | Étoile de Bergey                                                                        |
| Pessac-Léognan          | Château Larrivet Haut-Brion                    |          |   | 75 (72,5)          | 150 (3600)                                | Hier fehlt eine Grafik, die leider im Moment aus technischen Gründen nicht angezeigt werden kann. Wir arbeiten daran! | 50 % Merlot, 45 % Cabernet Sauvignon, 5 % Cabernet franc                                  | 16 Monate – neue Fässer: 33 %         | Hier fehlt eine Grafik, die leider im Moment aus technischen Gründen nicht angezeigt werden kann. Wir arbeiten daran! | Les Demoiselles de Larrivet Haut-Brion, Les Hauts de Larrivet Haut-Brion                |
| Pessac-Léognan          | Château LaTour-Martillac                       | CC       |   | 50                 | 150                                       | Hier fehlt eine Grafik, die leider im Moment aus technischen Gründen nicht angezeigt werden kann. Wir arbeiten daran! | 60 % Cabernet Sauvignon, 35 % Merlot, 5 % Petit Verdot                                    | 14–18 Monate                          | | Lagrave-Martillac                                                                       |
| Pessac-Léognan          | Château La Louvière                            |          |   | 61                 | 150                                       | Hier fehlt eine Grafik, die leider im Moment aus technischen Gründen nicht angezeigt werden kann. Wir arbeiten daran! | 58 % Cabernet Sauvignon, 42 % Merlot                                                      | 12–18 Monate – neue Fässer: 40–50 %   | Hier fehlt eine Grafik, die leider im Moment aus technischen Gründen nicht angezeigt werden kann. Wir arbeiten daran! | L de La Louvière                                                                        |
| Pessac-Léognan          | Château Malartic-Lagravière                    | CC       |   | 53                 | 230 (200)                                 | Hier fehlt eine Grafik, die leider im Moment aus technischen Gründen nicht angezeigt werden kann. Wir arbeiten daran! | 45 % Cabernet Sauvignon, 45 % Merlot, 8 % Cabernet franc, 2 % Petit Verdot                | 15–22 Monate – neue Fässer: 40–70 %   | Hier fehlt eine Grafik, die leider im Moment aus technischen Gründen nicht angezeigt werden kann. Wir arbeiten daran! | La Réserve de Malartic                                                                  |
| Pessac-Léognan          | Château Olivier                                | CC       |   | 60                 | 120                                       | Hier fehlt eine Grafik, die leider im Moment aus technischen Gründen nicht angezeigt werden kann. Wir arbeiten daran! | 50 % Cabernet Sauvignon, 48 % Merlot, 2 % Petit Verdot                                    | 18 Monate – neue Fässer: 35 %         | Hier fehlt eine Grafik, die leider im Moment aus technischen Gründen nicht angezeigt werden kann. Wir arbeiten daran! | Le Dauphin d’Olivier, La Seigneurerie d’Olivier                                         |
| Pessac-Léognan          | Château Pape-Clément                           | CC       |   | 60                 | 110                                       | Hier fehlt eine Grafik, die leider im Moment aus technischen Gründen nicht angezeigt werden kann. Wir arbeiten daran! | 49 % Merlot, 46 % Cabernet Sauvignon, 3 % Cabernet franc, 2 % Petit Verdot                | 18 Monate – neue Fässer: 70 %         | Hier fehlt eine Grafik, die leider im Moment aus technischen Gründen nicht angezeigt werden kann. Wir arbeiten daran! | Clémentin                                                                               |
| Pessac-Léognan          | Château Picque Caillou                         |          |   | 22 (21)            | 70                                        | Hier fehlt eine Grafik, die leider im Moment aus technischen Gründen nicht angezeigt werden kann. Wir arbeiten daran! | 60 % Cabernet Sauvignon, 35 % Merlot, und 5 % Petit Verdot                                | 12 Monate – neue Fässer: 35 %         | Hier fehlt eine Grafik, die leider im Moment aus technischen Gründen nicht angezeigt werden kann. Wir arbeiten daran! | La Réserve de Picque Caillou                                                            |
| Pessac-Léognan          | Château Smith Haut Lafitte                     | CC       |   | 78 (67)            | 120                                       | Hier fehlt eine Grafik, die leider im Moment aus technischen Gründen nicht angezeigt werden kann. Wir arbeiten daran! | 60 % Cabernet Sauvignon, 30 % Merlot, 9 % Cabernet franc, 1 % Petit Verdot                | 18 Monate – neue Fässer: 60 %         | Hier fehlt eine Grafik, die leider im Moment aus technischen Gründen nicht angezeigt werden kann. Wir arbeiten daran! | Les Hauts de Smith, Le Petit Haut Lafitte                                               |
| Graves                  | Château de Chantegrive                         |          |   | 96 (79)            | 210 (180)                                 | Hier fehlt eine Grafik, die leider im Moment aus technischen Gründen nicht angezeigt werden kann. Wir arbeiten daran! | 50 % Merlot, 50 % Cabernet Sauvignon                                                      | 12 Monate – neue Fässer: 50 %         | Hier fehlt eine Grafik, die leider im Moment aus technischen Gründen nicht angezeigt werden kann. Wir arbeiten daran! | Benjamin de Chantegrive                                                                 |
| Graves                  | Château Ferrande                               |          |   | 98                 | 450                                       | Hier fehlt eine Grafik, die leider im Moment aus technischen Gründen nicht angezeigt werden kann. Wir arbeiten daran! | 50 % Merlot, 50 % Cabernet                                                                | 14 Monate – neue Fässer: 30 %         | Hier fehlt eine Grafik, die leider im Moment aus technischen Gründen nicht angezeigt werden kann. Wir arbeiten daran! | –                                                                                       |
| Graves                  | Château Rahoul                                 |          |   | 40 (38)            | 115 (100)                                 | Hier fehlt eine Grafik, die leider im Moment aus technischen Gründen nicht angezeigt werden kann. Wir arbeiten daran! | 67 % Merlot, 30 % Cabernet Sauvignon, 3 % Petit Verdot                                    | 12–14 Monate – neue Fässer: 20–30 %   | Hier fehlt eine Grafik, die leider im Moment aus technischen Gründen nicht angezeigt werden kann. Wir arbeiten daran! | L’Orangerie de Rahoul                                                                   |
| Saint-Emilion Grand Cru | Château Cheval Blanc                           | PGCC „A“ | E | 39                 | 150                                       | Hier fehlt eine Grafik, die leider im Moment aus technischen Gründen nicht angezeigt werden kann. Wir arbeiten daran! | 40 % Merlot, 60 % Cabernet Franc                                                          |                                       | | Le Petit Cheval                                                                         |
| Saint-Emilion Grand Cru | Château Pavie                                  | PGCC „A“ |   | 37                 | 80                                        | Hier fehlt eine Grafik, die leider im Moment aus technischen Gründen nicht angezeigt werden kann. Wir arbeiten daran! | 60 % Merlot, 25 % Cabernet Franc, und 15 % Cabernet Sauvignon                             | 24 Monate – neue Fässer: 70–100 %     | Hier fehlt eine Grafik, die leider im Moment aus technischen Gründen nicht angezeigt werden kann. Wir arbeiten daran! | Arômes de Pavie                                                                         |
| Saint-Emilion Grand Cru | Château Angélus                                | PGCC „A“ |   | – (34)             | – (90)                                    | Hier fehlt eine Grafik, die leider im Moment aus technischen Gründen nicht angezeigt werden kann. Wir arbeiten daran! | 50 % Merlot, 47 % Cabernet franc, 3 % Cabernet Sauvignon                                  | 18–24 Monate – neue Fässer: 100 %     | Hier fehlt eine Grafik, die leider im Moment aus technischen Gründen nicht angezeigt werden kann. Wir arbeiten daran! | Le Carillon d'Angélus                                                                   |
| Saint-Emilion Grand Cru | Château Balestard La Tonnelle                  | GCC      |   | 10,6               | 55                                        | Hier fehlt eine Grafik, die leider im Moment aus technischen Gründen nicht angezeigt werden kann. Wir arbeiten daran! | 70 % Merlot, 25 % Cabernet franc, 5 % Cabernet Sauvignon                                  | 15–18 Monate – neue Fässer: 50 %      | Hier fehlt eine Grafik, die leider im Moment aus technischen Gründen nicht angezeigt werden kann. Wir arbeiten daran! | Chanoine de Balestard                                                                   |
| Saint-Emilion Grand Cru | Château Beau-Séjour Bécot                      | PGCC     |   | 22 (19)            | 70 (60)                                   | Hier fehlt eine Grafik, die leider im Moment aus technischen Gründen nicht angezeigt werden kann. Wir arbeiten daran! | 80 % Merlot, 16 % Cabernet franc, 4 % Cabernet Sauvignon                                  | 16–18 Monate – neue Fässer: 70–100 %  | Hier fehlt eine Grafik, die leider im Moment aus technischen Gründen nicht angezeigt werden kann. Wir arbeiten daran! | Petit Bécot                                                                             |
| Saint-Emilion Grand Cru | Château Berliquet                              | GCC      |   | 9                  | 30                                        | Hier fehlt eine Grafik, die leider im Moment aus technischen Gründen nicht angezeigt werden kann. Wir arbeiten daran! | 70 % Merlot, 25 % Cabernet franc, 5 % Cabernet Sauvignon                                  | 12–16 Monate – neue Fässer: 50 %      | Hier fehlt eine Grafik, die leider im Moment aus technischen Gründen nicht angezeigt werden kann. Wir arbeiten daran! | Les Ailes de Berliquet                                                                  |
| Saint-Emilion Grand Cru | Château Canon                                  | PGCC     |   | 32                 | 85 (55–65)                                | Hier fehlt eine Grafik, die leider im Moment aus technischen Gründen nicht angezeigt werden kann. Wir arbeiten daran! | 70 % Merlot, 30 % Cabernet franc                                                          | 18 Monate – neue Fässer: 70 %         | Hier fehlt eine Grafik, die leider im Moment aus technischen Gründen nicht angezeigt werden kann. Wir arbeiten daran! | Clos Canon                                                                              |
| Saint-Emilion Grand Cru | Château Canon-La Gaffelière                    | PGCC     |   | 19,5               | 70 (65)                                   | Hier fehlt eine Grafik, die leider im Moment aus technischen Gründen nicht angezeigt werden kann. Wir arbeiten daran! | 50 % Merlot, 40 % Cabernet franc, 10 % Cabernet Sauvignon                                 | 15–18 Monate – neue Fässer: 80–100 %  | Hier fehlt eine Grafik, die leider im Moment aus technischen Gründen nicht angezeigt werden kann. Wir arbeiten daran! | Les Hauts de Canon La Gaffelière                                                        |
| Saint-Emilion Grand Cru | Château Cap de Mourlin                         | GCC      |   | 14                 | 70                                        | Hier fehlt eine Grafik, die leider im Moment aus technischen Gründen nicht angezeigt werden kann. Wir arbeiten daran! | 65 % Merlot, 25 % Cabernet franc, 10 % Cabernet Sauvignon                                 | 15–18 Monate – neue Fässer: 50 %      | Hier fehlt eine Grafik, die leider im Moment aus technischen Gründen nicht angezeigt werden kann. Wir arbeiten daran! | Capitan de Mourlin                                                                      |
| Saint-Emilion Grand Cru | Château La Couspaude                           | GCC      |   | 7                  | 36                                        | Hier fehlt eine Grafik, die leider im Moment aus technischen Gründen nicht angezeigt werden kann. Wir arbeiten daran! | 75 % Merlot, 20 % Cabernet Sauvignon, 5 % Cabernet franc                                  | 16–20 Monate – neue Fässer: 80–100 %  | Hier fehlt eine Grafik, die leider im Moment aus technischen Gründen nicht angezeigt werden kann. Wir arbeiten daran! | Junior de la Couspaude                                                                  |
| Saint-Emilion Grand Cru | Château Dassault                               | GCC      |   | 24 (29)            | 90 (80)                                   | Hier fehlt eine Grafik, die leider im Moment aus technischen Gründen nicht angezeigt werden kann. Wir arbeiten daran! | 75 % Merlot, 20 % Cabernet franc, 5 % Cabernet Sauvignon                                  | 14–18 Monate – neue Fässer: 75 %-85 % | Hier fehlt eine Grafik, die leider im Moment aus technischen Gründen nicht angezeigt werden kann. Wir arbeiten daran! | D de Dassault                                                                           |
| Saint-Emilion Grand Cru | Château La Dominique                           | GCC      |   | 29 (30)            | 80                                        | Hier fehlt eine Grafik, die leider im Moment aus technischen Gründen nicht angezeigt werden kann. Wir arbeiten daran! | 81 % Merlot, 16 % Cabernet franc, 3 % Cabernet Sauvignon                                  | 16 Monate – neue Fässer: 60 %         | Hier fehlt eine Grafik, die leider im Moment aus technischen Gründen nicht angezeigt werden kann. Wir arbeiten daran! | Relais de La Dominique                                                                  |
| Saint-Emilion Grand Cru | Château Figeac                                 | PGCC     |   | 40                 | 100                                       | Hier fehlt eine Grafik, die leider im Moment aus technischen Gründen nicht angezeigt werden kann. Wir arbeiten daran! | 35 % Cabernet Sauvignon, 35 % Cabernet franc, 30 % Merlot                                 | 18 Monate – neue Fässer: 100 %        | Hier fehlt eine Grafik, die leider im Moment aus technischen Gründen nicht angezeigt werden kann. Wir arbeiten daran! | Petit-Figeac                                                                            |
| Saint-Emilion Grand Cru | Clos Fourtet                                   | PGCC     |   | 18,5               | 55                                        | Hier fehlt eine Grafik, die leider im Moment aus technischen Gründen nicht angezeigt werden kann. Wir arbeiten daran! | 85 % Merlot, 10 % Cabernet Sauvignon, 5 % Cabernet franc                                  | 15–18 Monate – neue Fässer: 65 %      | Hier fehlt eine Grafik, die leider im Moment aus technischen Gründen nicht angezeigt werden kann. Wir arbeiten daran! | Closerie de Fourtet                                                                     |
| Saint-Emilion Grand Cru | Château Franc Mayne                            | GCC      |   | 7                  | 28 (24)                                   | Hier fehlt eine Grafik, die leider im Moment aus technischen Gründen nicht angezeigt werden kann. Wir arbeiten daran! | 90 % Merlot, 10 % Cabernet franc                                                          | 18 Monate – neue Fässer: 60–80 %      | Hier fehlt eine Grafik, die leider im Moment aus technischen Gründen nicht angezeigt werden kann. Wir arbeiten daran! | Les Cèdres de Franc Mayne                                                               |
| Saint-Emilion Grand Cru | Château La Gaffelière                          | PGCC     |   | 19 (16)            | 60                                        | Hier fehlt eine Grafik, die leider im Moment aus technischen Gründen nicht angezeigt werden kann. Wir arbeiten daran! | 70 % Merlot, 30 % Cabernet franc                                                          | 12–14 Monate – neue Fässer: 50 %      | Hier fehlt eine Grafik, die leider im Moment aus technischen Gründen nicht angezeigt werden kann. Wir arbeiten daran! | Clos La Gaffelière                                                                      |
| Saint-Emilion Grand Cru | Château Grand Mayne                            | GCC      |   | 17                 | 55                                        | Hier fehlt eine Grafik, die leider im Moment aus technischen Gründen nicht angezeigt werden kann. Wir arbeiten daran! | 75 % Merlot, 20 % Cabernet franc, 5 % Cabernet Sauvignon                                  | 18 Monate – neue Fässer: 70–80 %      | Hier fehlt eine Grafik, die leider im Moment aus technischen Gründen nicht angezeigt werden kann. Wir arbeiten daran! | Filia de Grand Mayne                                                                    |
| Saint-Emilion Grand Cru | Château Larcis Ducasse                         | PGCC     |   | 11                 | 30                                        | Hier fehlt eine Grafik, die leider im Moment aus technischen Gründen nicht angezeigt werden kann. Wir arbeiten daran! | 78 % Merlot, 22 % Cabernet franc                                                          | 16 Monate – neue Fässer: 65 %         | Hier fehlt eine Grafik, die leider im Moment aus technischen Gründen nicht angezeigt werden kann. Wir arbeiten daran! | Murmure de Larcis Ducasse                                                               |
| Saint-Emilion Grand Cru | Château Larmande                               | GCC      |   | 20                 | 70                                        | Hier fehlt eine Grafik, die leider im Moment aus technischen Gründen nicht angezeigt werden kann. Wir arbeiten daran! | 65 % Merlot, 30 % Cabernet franc, 5 % Cabernet Sauvignon                                  | 18 Monate – neue Fässer: 60 %         | Hier fehlt eine Grafik, die leider im Moment aus technischen Gründen nicht angezeigt werden kann. Wir arbeiten daran! | Cadet de Larmande                                                                       |
| Saint-Emilion Grand Cru | Château Pavie Macquin                          | PGCC     |   | 15                 | 50                                        | Hier fehlt eine Grafik, die leider im Moment aus technischen Gründen nicht angezeigt werden kann. Wir arbeiten daran! | 85 % Merlot, 14 % Cabernet franc, 1 % Cabernet Sauvignon                                  | 14–18 Monate – neue Fässer: 60 %      | Hier fehlt eine Grafik, die leider im Moment aus technischen Gründen nicht angezeigt werden kann. Wir arbeiten daran! | Les chênes de Macquin                                                                   |
| Saint-Emilion Grand Cru | Château Soutard                                | GCC      |   | 30                 | 70 (80)                                   | Hier fehlt eine Grafik, die leider im Moment aus technischen Gründen nicht angezeigt werden kann. Wir arbeiten daran! | 63 % Merlot, 28 % Cabernet franc, 7 % Cabernet Sauvignon, 2 % Malbec                      | 18 Monate – neue Fässer: 60 %         | Hier fehlt eine Grafik, die leider im Moment aus technischen Gründen nicht angezeigt werden kann. Wir arbeiten daran! | Jardins de Soutard                                                                      |
| Saint-Emilion Grand Cru | Château La Tour-Figeac                         | GCC      |   | 14.6 (14,5)        | 40                                        | Hier fehlt eine Grafik, die leider im Moment aus technischen Gründen nicht angezeigt werden kann. Wir arbeiten daran! | 70 % Merlot, 30 % Cabernet franc                                                          | 15 Monate – neue Fässer: 50 %         | Hier fehlt eine Grafik, die leider im Moment aus technischen Gründen nicht angezeigt werden kann. Wir arbeiten daran! | L’Esquisse de La Tour Figeac                                                            |
| Saint-Emilion Grand Cru | Château Troplong Mondot                        | PGCC     |   | 28 (33)            | 85                                        | Hier fehlt eine Grafik, die leider im Moment aus technischen Gründen nicht angezeigt werden kann. Wir arbeiten daran! | 85 % Merlot, 13 % Cabernet Sauvignon, 2 % Cabernet franc                                  | 12–24 Monate – neue Fässer: 85–100 %  | Hier fehlt eine Grafik, die leider im Moment aus technischen Gründen nicht angezeigt werden kann. Wir arbeiten daran! | Mondot                                                                                  |
| Saint-Emilion Grand Cru | Château Trottevieille                          | PGCC     |   | 12 (11)            | ?                                         | Hier fehlt eine Grafik, die leider im Moment aus technischen Gründen nicht angezeigt werden kann. Wir arbeiten daran! | 50 % Merlot, 45 % Cabernet franc, 5 % Cabernet Sauvignon                                  | 12–18 Monate – neue Fässer: 100 %     | Hier fehlt eine Grafik, die leider im Moment aus technischen Gründen nicht angezeigt werden kann. Wir arbeiten daran! | Dame de TrotteVieille                                                                   |
| Saint-Emilion Grand Cru | Château Villemaurine                           | GCC      |   | 7                  | 30                                        | Hier fehlt eine Grafik, die leider im Moment aus technischen Gründen nicht angezeigt werden kann. Wir arbeiten daran! | 80 % Merlot, 20 % Cabernet franc                                                          | 16 Monate – neue Fässer: 70 %         | Hier fehlt eine Grafik, die leider im Moment aus technischen Gründen nicht angezeigt werden kann. Wir arbeiten daran! | Les Angelots de Villemaurine                                                            |
| Pomerol                 | Château Beauregard                             |          |   | 17,5               | 40 (60)                                   | Hier fehlt eine Grafik, die leider im Moment aus technischen Gründen nicht angezeigt werden kann. Wir arbeiten daran! | 70 % Merlot, 26 % Cabernet franc, 4 % Cabernet Sauvignon                                  | 18–22 Monate – neue Fässer: 50–60 %   | Hier fehlt eine Grafik, die leider im Moment aus technischen Gründen nicht angezeigt werden kann. Wir arbeiten daran! | Benjamin de Beauregard                                                                  |
| Pomerol                 | Château Le Bon Pasteur                         |          |   | 7                  | 25 (30)                                   | Hier fehlt eine Grafik, die leider im Moment aus technischen Gründen nicht angezeigt werden kann. Wir arbeiten daran! | 80 % Merlot, 20 % Cabernet franc                                                          | 15–18 Monate – neue Fässer: 100 %     | Hier fehlt eine Grafik, die leider im Moment aus technischen Gründen nicht angezeigt werden kann. Wir arbeiten daran! | –                                                                                       |
| Pomerol                 | Château La Cabanne                             |          |   | 10                 | 36                                        | Hier fehlt eine Grafik, die leider im Moment aus technischen Gründen nicht angezeigt werden kann. Wir arbeiten daran! | 94 % Merlot, 6 % Cabernet franc                                                           | 15 Monate – neue Fässer: 60 %         | Hier fehlt eine Grafik, die leider im Moment aus technischen Gründen nicht angezeigt werden kann. Wir arbeiten daran! | Domaine de Compostelle                                                                  |
| Pomerol                 | Château Clinet                                 |          |   | 11,27              | 45                                        | Hier fehlt eine Grafik, die leider im Moment aus technischen Gründen nicht angezeigt werden kann. Wir arbeiten daran! | 88 % Merlot, 12 % Cabernet Sauvignon                                                      | 16 Monate – neue Fässer: 60 %         | Hier fehlt eine Grafik, die leider im Moment aus technischen Gründen nicht angezeigt werden kann. Wir arbeiten daran! | Fleur de Clinet                                                                         |
| Pomerol                 | Château La Conseillante                        |          |   | 11,8               | 45                                        | Hier fehlt eine Grafik, die leider im Moment aus technischen Gründen nicht angezeigt werden kann. Wir arbeiten daran! | 80 % Merlot, 20 % Cabernet franc                                                          | 18 Monate – neue Fässer: 50–75 %      | Hier fehlt eine Grafik, die leider im Moment aus technischen Gründen nicht angezeigt werden kann. Wir arbeiten daran! | Duo de Conseillante                                                                     |
| Pomerol                 | Château La Croix de Gay                        |          |   | 4,2                | 20                                        | Hier fehlt eine Grafik, die leider im Moment aus technischen Gründen nicht angezeigt werden kann. Wir arbeiten daran! | 98 % Merlot, 2 % Cabernet franc                                                           | 18 Monate – neue Fässer: 50 %         | Hier fehlt eine Grafik, die leider im Moment aus technischen Gründen nicht angezeigt werden kann. Wir arbeiten daran! | –                                                                                       |
| Pomerol                 | Château L’ Évangile                            |          |   | 22                 | 24–36                                     | Hier fehlt eine Grafik, die leider im Moment aus technischen Gründen nicht angezeigt werden kann. Wir arbeiten daran! | 90 % Merlot, 20 % Cabernet franc                                                          | 18 Monate – neue Fässer: 70 %         | Hier fehlt eine Grafik, die leider im Moment aus technischen Gründen nicht angezeigt werden kann. Wir arbeiten daran! | Blason de L’Évangile                                                                    |
| Pomerol                 | Château Gazin                                  |          |   | 24,24              | 70 (65)                                   | Hier fehlt eine Grafik, die leider im Moment aus technischen Gründen nicht angezeigt werden kann. Wir arbeiten daran! | 90 % Merlot, 7 % Cabernet Sauvignon, 3 % Cabernet franc                                   | 18 Monate – neue Fässer: 50 %         | Hier fehlt eine Grafik, die leider im Moment aus technischen Gründen nicht angezeigt werden kann. Wir arbeiten daran! | L’Hospitalet de Gazin                                                                   |
| Pomerol                 | Château Petit-Village                          |          |   | 10,5               | 30                                        | Hier fehlt eine Grafik, die leider im Moment aus technischen Gründen nicht angezeigt werden kann. Wir arbeiten daran! | 75 % Merlot, 18 % Cabernet Franc, 7 % Cabernet Sauvignon                                  | 15 Monate – neue Fässer: 60–70 %      | Hier fehlt eine Grafik, die leider im Moment aus technischen Gründen nicht angezeigt werden kann. Wir arbeiten daran! | Le Jardin de Petit-Village                                                              |
| Pomerol                 | Château La Pointe                              |          |   | 23                 | 100                                       | Hier fehlt eine Grafik, die leider im Moment aus technischen Gründen nicht angezeigt werden kann. Wir arbeiten daran! | Red wine: 85 % Merlot, 15 % Cabernet franc                                                | 12 Monate – neue Fässer: 50 %         | Hier fehlt eine Grafik, die leider im Moment aus technischen Gründen nicht angezeigt werden kann. Wir arbeiten daran! | Ballade de La Pointe                                                                    |
| Listrac-Médoc           | Château Clarke                                 |          |   | 55 (54)            | 230 (250)                                 | Hier fehlt eine Grafik, die leider im Moment aus technischen Gründen nicht angezeigt werden kann. Wir arbeiten daran! | 70 % Merlot, 30 % Cabernet Sauvignon                                                      | 16 Monate – neue Fässer: 70 %         | Hier fehlt eine Grafik, die leider im Moment aus technischen Gründen nicht angezeigt werden kann. Wir arbeiten daran! | Les Granges des Domaines Edmond de Rothschild                                           |
| Listrac-Médoc           | Château Fonréaud                               |          |   | 38                 | 150                                       | Hier fehlt eine Grafik, die leider im Moment aus technischen Gründen nicht angezeigt werden kann. Wir arbeiten daran! | 52 % Cabernet Sauvignon, 44 % Merlot, 4 % Petit Verdot                                    | 12 Monate – neue Fässer: 33 %         | Hier fehlt eine Grafik, die leider im Moment aus technischen Gründen nicht angezeigt werden kann. Wir arbeiten daran! | La légende Fonréaud                                                                     |
| Listrac-Médoc           | Château Fourcas Dupré                          |          |   | 47,5 (46)          | 200                                       | Hier fehlt eine Grafik, die leider im Moment aus technischen Gründen nicht angezeigt werden kann. Wir arbeiten daran! | 49 % Merlot, 49 % Cabernet Sauvignon, 2 % Petit Verdot                                    | 12 Monate – neue Fässer: 33 %         | Hier fehlt eine Grafik, die leider im Moment aus technischen Gründen nicht angezeigt werden kann. Wir arbeiten daran! | Bellevue de Fourcas Dupré                                                               |
| Listrac-Médoc           | Château Fourcas Hosten                         |          |   | 40,8 (36)          | 150                                       | Hier fehlt eine Grafik, die leider im Moment aus technischen Gründen nicht angezeigt werden kann. Wir arbeiten daran! | 54 % Merlot, 43 % Cabernet Sauvignon, 2 % Cabernet franc, und 1 % Petit Verdot            | 12 Monate – neue Fässer:35 %          | Hier fehlt eine Grafik, die leider im Moment aus technischen Gründen nicht angezeigt werden kann. Wir arbeiten daran! | Les Cèdres d’Hosten                                                                     |
| Moulis-en-Médoc         | Château Chasse-Spleen                          |          |   | 92 (100)           | 400                                       | Hier fehlt eine Grafik, die leider im Moment aus technischen Gründen nicht angezeigt werden kann. Wir arbeiten daran! | 65 % Cabernet Sauvignon, 30 % Merlot, 5 % Petit Verdot                                    | 18 Monate – neue Fässer: 40 %         | Hier fehlt eine Grafik, die leider im Moment aus technischen Gründen nicht angezeigt werden kann. Wir arbeiten daran! | Oratoire de Chasse-Spleen                                                               |
| Moulis-en-Médoc         | Château Maucaillou                             |          |   | 87                 | 300                                       | Hier fehlt eine Grafik, die leider im Moment aus technischen Gründen nicht angezeigt werden kann. Wir arbeiten daran! | 51 % Cabernet Sauvignon, 42 % Merlot, 7 % Petit Verdot                                    | 14–16 Monate – neue Fässer: 30–40 %   | Hier fehlt eine Grafik, die leider im Moment aus technischen Gründen nicht angezeigt werden kann. Wir arbeiten daran! | Numéro 2 de Maucaillou                                                                  |
| Moulis-en-Médoc         | Château Poujeaux                               |          |   | 63 (65)            | 250 (280)                                 | Hier fehlt eine Grafik, die leider im Moment aus technischen Gründen nicht angezeigt werden kann. Wir arbeiten daran! | 50 % Cabernet Sauvignon, 40 % Merlot, 5 % Cabernet franc, 5 % Petit Verdot                | 12 Monate – neue Fässer: 30 %         | Hier fehlt eine Grafik, die leider im Moment aus technischen Gründen nicht angezeigt werden kann. Wir arbeiten daran! | La Salle de Château Poujeaux                                                            |
| Haut-Médoc              | Château Beaumont                               |          |   | 114                | 480                                       | Hier fehlt eine Grafik, die leider im Moment aus technischen Gründen nicht angezeigt werden kann. Wir arbeiten daran! | 47 % Cabernet Sauvignon, 45 % Merlot, 8 % Petit Verdot                                    | 14 Monate – neue Fässer: 30 %         | Hier fehlt eine Grafik, die leider im Moment aus technischen Gründen nicht angezeigt werden kann. Wir arbeiten daran! | Les Tours de Beaumont                                                                   |
| Haut-Médoc              | Château Belgrave                               | GCC 1855 |   | 59                 | 200 (250)                                 | Hier fehlt eine Grafik, die leider im Moment aus technischen Gründen nicht angezeigt werden kann. Wir arbeiten daran! | 50 % Merlot, 46 % Cabernet Sauvignon, und 4 % Petit Verdot                                | 12–14 Monate – neue Fässer: 30–40 %   | Hier fehlt eine Grafik, die leider im Moment aus technischen Gründen nicht angezeigt werden kann. Wir arbeiten daran! | Diane de Belgrave                                                                       |
| Haut-Médoc              | Château de Camensac                            | GCC 1855 |   | 75                 | 250                                       | Hier fehlt eine Grafik, die leider im Moment aus technischen Gründen nicht angezeigt werden kann. Wir arbeiten daran! | 60 % Cabernet Sauvignon, 40 % Merlot                                                      | 15–18 Monate – neue Fässer: 40 %      | Hier fehlt eine Grafik, die leider im Moment aus technischen Gründen nicht angezeigt werden kann. Wir arbeiten daran! | La Closerie de Camensac                                                                 |
| Haut-Médoc              | Château Cantemerle                             | GCC 1855 |   | 91                 | 400                                       | Hier fehlt eine Grafik, die leider im Moment aus technischen Gründen nicht angezeigt werden kann. Wir arbeiten daran! | 60 % Cabernet Sauvignon, 30 % Merlot, 6 % Cabernet franc, 4 % Petit Verdot                | 12–14 Monate – neue Fässer: 40 %      | Hier fehlt eine Grafik, die leider im Moment aus technischen Gründen nicht angezeigt werden kann. Wir arbeiten daran! | Allées de Cantemerle                                                                    |
| Haut-Médoc              | Château Citran                                 |          |   | 100                | 300 (450)                                 | Hier fehlt eine Grafik, die leider im Moment aus technischen Gründen nicht angezeigt werden kann. Wir arbeiten daran! | 50 % Merlot, 45 % Cabernet Sauvignon, 5 % Cabernet franc                                  | 15–18 Monate – neue Fässer: 35 %      | Hier fehlt eine Grafik, die leider im Moment aus technischen Gründen nicht angezeigt werden kann. Wir arbeiten daran! | Moulins de Citran                                                                       |
| Haut-Médoc              | Château Coufran                                |          |   | 76                 | 420                                       | Hier fehlt eine Grafik, die leider im Moment aus technischen Gründen nicht angezeigt werden kann. Wir arbeiten daran! | 85 % Merlot, 15 % Cabernet Sauvignon                                                      | 12–18 Monate – neue Fässer: 25 %      | Hier fehlt eine Grafik, die leider im Moment aus technischen Gründen nicht angezeigt werden kann. Wir arbeiten daran! | N°2 de Coufran                                                                          |
| Haut-Médoc              | Château La Lagune                              | GCC 1855 |   | 110 (82)           | 150                                       | Hier fehlt eine Grafik, die leider im Moment aus technischen Gründen nicht angezeigt werden kann. Wir arbeiten daran! | 60 % Cabernet Sauvignon, 30 % Merlot, 10 % Petit Verdot                                   | 18 Monate – neue Fässer: 50 %         | Hier fehlt eine Grafik, die leider im Moment aus technischen Gründen nicht angezeigt werden kann. Wir arbeiten daran! | Moulin de La Lagune                                                                     |
| Haut-Médoc              | Château de Lamarque                            |          |   | 42 (38)            | 180 (160)                                 | Hier fehlt eine Grafik, die leider im Moment aus technischen Gründen nicht angezeigt werden kann. Wir arbeiten daran! | 45 % Cabernet Sauvignon, 45 % Merlot, 10 % Petit Verdot                                   | 16–18 Monate – neue Fässer: 40 %      | Hier fehlt eine Grafik, die leider im Moment aus technischen Gründen nicht angezeigt werden kann. Wir arbeiten daran! | Donjon de Lamarque                                                                      |
| Haut-Médoc              | Château La Tour-Carnet                         | GCC 1855 |   | 122 (110)          | 400 (350)                                 | Hier fehlt eine Grafik, die leider im Moment aus technischen Gründen nicht angezeigt werden kann. Wir arbeiten daran! | 59 % Merlot, 37 % Cabernet Sauvignon, 3 % Petit Verdot, 1 % Cabernet franc                | 18 Monate – neue Fässer: 40 %         | Hier fehlt eine Grafik, die leider im Moment aus technischen Gründen nicht angezeigt werden kann. Wir arbeiten daran! | Les Pensées de La Tour Carnet                                                           |
| Médoc                   | Château La Tour de By                          |          |   | 110                | 480                                       | Hier fehlt eine Grafik, die leider im Moment aus technischen Gründen nicht angezeigt werden kann. Wir arbeiten daran! | 60 % Cabernet Sauvignon, 35 % Merlot, 5 % Petit Verdot                                    | 12 Monate – neue Fässer: 30 %         | Hier fehlt eine Grafik, die leider im Moment aus technischen Gründen nicht angezeigt werden kann. Wir arbeiten daran! | La Roque de By                                                                          |
| Margaux                 | Château Angludet                               |          |   | 30                 | 100                                       | Hier fehlt eine Grafik, die leider im Moment aus technischen Gründen nicht angezeigt werden kann. Wir arbeiten daran! | 46 % Cabernet Sauvignon, 41 % Merlot, 13 % Petit Verdot                                   | 18 Monate – neue Fässer: 35 %         | Hier fehlt eine Grafik, die leider im Moment aus technischen Gründen nicht angezeigt werden kann. Wir arbeiten daran! | Réserve d’Angludet                                                                      |
| Margaux                 | Château Brane-Cantenac                         | GCC 1855 |   | 70 (75)            | 150                                       | Hier fehlt eine Grafik, die leider im Moment aus technischen Gründen nicht angezeigt werden kann. Wir arbeiten daran! | 55 % Cabernet Sauvignon, 40 % Merlot, 4 % Cabernet franc, 1 % Carmenère                   | 18 Monate – neue Fässer: 70 %         | Hier fehlt eine Grafik, die leider im Moment aus technischen Gründen nicht angezeigt werden kann. Wir arbeiten daran! | Baron de Brane                                                                          |
| Margaux                 | Château Cantenac Brown                         | GCC 1855 |   | 48                 | 130                                       | Hier fehlt eine Grafik, die leider im Moment aus technischen Gründen nicht angezeigt werden kann. Wir arbeiten daran! | 65 % Cabernet Sauvignon, 30 % Merlot, 5 % Cabernet franc                                  | 15 Monate – neue Fässer: 60 %         | Hier fehlt eine Grafik, die leider im Moment aus technischen Gründen nicht angezeigt werden kann. Wir arbeiten daran! | BriO de Cantenac Brown                                                                  |
| Margaux                 | Château Dauzac                                 | GCC 1855 |   | 49 (42)            | 115 (110)                                 | Hier fehlt eine Grafik, die leider im Moment aus technischen Gründen nicht angezeigt werden kann. Wir arbeiten daran! | 68 % Cabernet Sauvignon, 32 % Merlot                                                      | 16–18 Monate – neue Fässer: 65–70 %   | Hier fehlt eine Grafik, die leider im Moment aus technischen Gründen nicht angezeigt werden kann. Wir arbeiten daran! | Aurore de Dauzac                                                                        |
| Margaux                 | Château Desmirail                              | GCC 1855 |   | 37                 | 100                                       | Hier fehlt eine Grafik, die leider im Moment aus technischen Gründen nicht angezeigt werden kann. Wir arbeiten daran! | 60 % Cabernet Sauvignon, 37 % Merlot, 3 % Petit Verdot                                    | 14 Monate – neue Fässer: 40 %         | Hier fehlt eine Grafik, die leider im Moment aus technischen Gründen nicht angezeigt werden kann. Wir arbeiten daran! | Initial de Desmirail                                                                    |
| Margaux                 | Château Durfort-Vivens                         | GCC 1855 |   | 55                 | 150                                       | Hier fehlt eine Grafik, die leider im Moment aus technischen Gründen nicht angezeigt werden kann. Wir arbeiten daran! | 70 % Cabernet Sauvignon, 25 % Merlot, 5 % Cabernet franc                                  | 18 Monate – neue Fässer: 50 %         | Hier fehlt eine Grafik, die leider im Moment aus technischen Gründen nicht angezeigt werden kann. Wir arbeiten daran! | Vivens / Relais de Durfort-Vivens                                                       |
| Margaux                 | Château Ferrière                               | GCC 1855 |   | 20 (12)            | 60 (50)                                   | Hier fehlt eine Grafik, die leider im Moment aus technischen Gründen nicht angezeigt werden kann. Wir arbeiten daran! | 51 % Cabernet Sauvignon, 41 % Merlot, 6 % Petit Verdot, 2 % Cabernet franc                | 18 Monate – neue Fässer: 40 %         | Hier fehlt eine Grafik, die leider im Moment aus technischen Gründen nicht angezeigt werden kann. Wir arbeiten daran! | Les Remparts de Ferrière                                                                |
| Margaux                 | Château Giscours                               | GCC 1855 |   | 90                 | 280                                       | Hier fehlt eine Grafik, die leider im Moment aus technischen Gründen nicht angezeigt werden kann. Wir arbeiten daran! | 60 % Cabernet Sauvignon, 32 % Merlot, 5 % Cabernet franc, 3 % Petit Verdot                | 15–17 Monate – neue Fässer: 50 %      | Hier fehlt eine Grafik, die leider im Moment aus technischen Gründen nicht angezeigt werden kann. Wir arbeiten daran! | La Sirène de Giscours                                                                   |
| Margaux                 | Château Kirwan                                 | GCC 1855 |   | 37                 | 90                                        | Hier fehlt eine Grafik, die leider im Moment aus technischen Gründen nicht angezeigt werden kann. Wir arbeiten daran! | 45 % Cabernet Sauvignon, 30 % Merlot, 15 % Cabernet franc, 10 % Petit Verdot              | 18–22 Monate – neue Fässer: 50 %      | Hier fehlt eine Grafik, die leider im Moment aus technischen Gründen nicht angezeigt werden kann. Wir arbeiten daran! | Charmes de Kirwan                                                                       |
| Margaux                 | Château Labégorce                              |          |   | 70 (63)            | 120–140                                   | Hier fehlt eine Grafik, die leider im Moment aus technischen Gründen nicht angezeigt werden kann. Wir arbeiten daran! | 50 % Cabernet Sauvignon, 45 % Merlot, 3 % Cabernet franc, 2 % Petit Verdot                | 12–14 Monate – neue Fässer: 40–50 %   | Hier fehlt eine Grafik, die leider im Moment aus technischen Gründen nicht angezeigt werden kann. Wir arbeiten daran! | Zédé de Labégorce                                                                       |
| Margaux                 | Château Lascombes                              | GCC 1855 |   | 130 (118)          | 300                                       | Hier fehlt eine Grafik, die leider im Moment aus technischen Gründen nicht angezeigt werden kann. Wir arbeiten daran! | 50 % Merlot, 45 % Cabernet Sauvignon, 5 % Petit Verdot                                    | 18 Monate – neue Fässer: 80 %         | Hier fehlt eine Grafik, die leider im Moment aus technischen Gründen nicht angezeigt werden kann. Wir arbeiten daran! | Chevalier de Lascombes                                                                  |
| Margaux                 | Château Malescot Saint-Exupéry                 | GCC 1855 |   | 28                 | 120                                       | Hier fehlt eine Grafik, die leider im Moment aus technischen Gründen nicht angezeigt werden kann. Wir arbeiten daran! | 50 % Cabernet Sauvignon, 35 % Merlot, 10 % Cabernet franc, 5 % Petit Verdot               | 12–14 Monate – neue Fässer: 100 %     | Hier fehlt eine Grafik, die leider im Moment aus technischen Gründen nicht angezeigt werden kann. Wir arbeiten daran! | Dame de Malescot                                                                        |
| Margaux                 | Château Marquis de Terme                       | GCC 1855 |   | 39                 | 130                                       | Hier fehlt eine Grafik, die leider im Moment aus technischen Gründen nicht angezeigt werden kann. Wir arbeiten daran! | 60 % Cabernet Sauvignon, 35 % Merlot, 5 % Petit Verdot                                    | 16 Monate – neue Fässer: 50 %         | Hier fehlt eine Grafik, die leider im Moment aus technischen Gründen nicht angezeigt werden kann. Wir arbeiten daran! | La Couronne de Marquis de Terme                                                         |
| Margaux                 | Château Monbrison                              |          |   | 13,2               | 48                                        | Hier fehlt eine Grafik, die leider im Moment aus technischen Gründen nicht angezeigt werden kann. Wir arbeiten daran! | 69 % Cabernet Sauvignon, 28 % Merlot, 3 % Petit Verdot                                    | 18 Monate – neue Fässer: 40 %         | Hier fehlt eine Grafik, die leider im Moment aus technischen Gründen nicht angezeigt werden kann. Wir arbeiten daran! | Bouquet de Monbrison                                                                    |
| Margaux                 | Château Prieuré-Lichine                        | GCC 1855 |   | 78                 | 192                                       | Hier fehlt eine Grafik, die leider im Moment aus technischen Gründen nicht angezeigt werden kann. Wir arbeiten daran! | 55 % Cabernet Sauvignon, 40 % Merlot, 5 % Petit Verdot                                    | 18 Monate – neue Fässer: 50 %         | Hier fehlt eine Grafik, die leider im Moment aus technischen Gründen nicht angezeigt werden kann. Wir arbeiten daran! | Confidences de Prieuré-Lichine                                                          |
| Margaux                 | Château Rauzan-Gassies                         | GCC 1855 |   | 28,5               | 80                                        | Hier fehlt eine Grafik, die leider im Moment aus technischen Gründen nicht angezeigt werden kann. Wir arbeiten daran! | 65 % Cabernet Sauvignon, 25 % Merlot, 5 % Petit Verdot, 5 % Cabernet franc                | 12 Monate – neue Fässer: 50–55 %      | Hier fehlt eine Grafik, die leider im Moment aus technischen Gründen nicht angezeigt werden kann. Wir arbeiten daran! | Gassies                                                                                 |
| Margaux                 | Château Rauzan-Ségla                           | GCC 1855 |   | 70 (66)            | 110                                       | Hier fehlt eine Grafik, die leider im Moment aus technischen Gründen nicht angezeigt werden kann. Wir arbeiten daran! | 62 % Cabernet Sauvignon, 36 % Merlot, 1 % Petit Verdot, 1 % Cabernet franc                | 18 Monate – neue Fässer: 60 %         | Hier fehlt eine Grafik, die leider im Moment aus technischen Gründen nicht angezeigt werden kann. Wir arbeiten daran! | Ségla                                                                                   |
| Margaux                 | Château Siran                                  |          |   | 25                 | 100 (80)                                  | Hier fehlt eine Grafik, die leider im Moment aus technischen Gründen nicht angezeigt werden kann. Wir arbeiten daran! | 46 % Merlot, 40 % Cabernet Sauvignon, 13 % Petit Verdot, 1 % Cabernet franc               | 12 Monate – neue Fässer: 35 %         | Hier fehlt eine Grafik, die leider im Moment aus technischen Gründen nicht angezeigt werden kann. Wir arbeiten daran! | S de Siran                                                                              |
| Margaux                 | Château du Tertre                              | GCC 1855 |   | 52                 | 150                                       | Hier fehlt eine Grafik, die leider im Moment aus technischen Gründen nicht angezeigt werden kann. Wir arbeiten daran! | 43 % Cabernet Sauvignon, 33 % Merlot, 19 % Cabernet franc, 5 % Petit Verdot               | 15–17 Monate – neue Fässer: 45 %      | Hier fehlt eine Grafik, die leider im Moment aus technischen Gründen nicht angezeigt werden kann. Wir arbeiten daran! | Les Hauts du Tertre                                                                     |
| Saint-Julien            | Château Beychevelle                            | GCC 1855 |   | 92,5 (78,8)        | 240–260                                   | Hier fehlt eine Grafik, die leider im Moment aus technischen Gründen nicht angezeigt werden kann. Wir arbeiten daran! | 52 % Cabernet Sauvignon, 40 % Merlot, 5 % Cabernet franc, 3 % Petit Verdot                | 18 Monate – neue Fässer: 50 %         | Hier fehlt eine Grafik, die leider im Moment aus technischen Gründen nicht angezeigt werden kann. Wir arbeiten daran! | Amiral de Beychevelle                                                                   |
| Saint-Julien            | Château Branaire-Ducru                         | GCC 1855 |   | 60                 | ?                                         | Hier fehlt eine Grafik, die leider im Moment aus technischen Gründen nicht angezeigt werden kann. Wir arbeiten daran! | 70 % Cabernet Sauvignon, 22 % Merlot, 5 % Cabernet franc, 3 % Petit Verdot                | 18 Monate – neue Fässer: 60 %         | Hier fehlt eine Grafik, die leider im Moment aus technischen Gründen nicht angezeigt werden kann. Wir arbeiten daran! | Duluc de Branaire-Ducru                                                                 |
| Saint-Julien            | Château Gloria                                 |          |   | 50                 | 250                                       | Hier fehlt eine Grafik, die leider im Moment aus technischen Gründen nicht angezeigt werden kann. Wir arbeiten daran! | 65 % Cabernet Sauvignon, 25 % Merlot, 5 % Cabernet franc, 5 % Petit Verdot                | 14 Monate – neue Fässer: 40 %         | Hier fehlt eine Grafik, die leider im Moment aus technischen Gründen nicht angezeigt werden kann. Wir arbeiten daran! | Château Peymartin                                                                       |
| Saint-Julien            | Château Gruaud-Larose                          | GCC 1855 |   | 82                 | 158                                       | Hier fehlt eine Grafik, die leider im Moment aus technischen Gründen nicht angezeigt werden kann. Wir arbeiten daran! | 61 % Cabernet Sauvignon, 29 % Merlot, 7 % Cabernet franc, 3 % Petit Verdot                | 18 Monate – neue Fässer: 80 %         | Hier fehlt eine Grafik, die leider im Moment aus technischen Gründen nicht angezeigt werden kann. Wir arbeiten daran! | Sarget de Gruaud                                                                        |
| Saint-Julien            | Château Lagrange                               | GCC 1855 |   | 118 (120)          | 300                                       | Hier fehlt eine Grafik, die leider im Moment aus technischen Gründen nicht angezeigt werden kann. Wir arbeiten daran! | 67 % Cabernet Sauvignon, 28 % Merlot, und 5 % Petit Verdot                                | 18–20 Monate – neue Fässer: 60 %      | Hier fehlt eine Grafik, die leider im Moment aus technischen Gründen nicht angezeigt werden kann. Wir arbeiten daran! | Les Fiefs de Lagrange                                                                   |
| Saint-Julien            | Château Langoa Barton                          | GCC 1855 |   | 17 (18)            | 80 (95)                                   | Hier fehlt eine Grafik, die leider im Moment aus technischen Gründen nicht angezeigt werden kann. Wir arbeiten daran! | 57 % Cabernet Sauvignon, 34 % Merlot, 9 % Cabernet Franc                                  | 18 Monate – neue Fässer: 60 %         | Hier fehlt eine Grafik, die leider im Moment aus technischen Gründen nicht angezeigt werden kann. Wir arbeiten daran! | –                                                                                       |
| Saint-Julien            | Château Léoville-Barton                        | GCC 1855 |   | 51 (50)            | 200 (300)                                 | Hier fehlt eine Grafik, die leider im Moment aus technischen Gründen nicht angezeigt werden kann. Wir arbeiten daran! | 74 % Cabernet Sauvignon, 23 % Merlot, 3 % Cabernet franc                                  | 18 Monate – neue Fässer: 60 %         | Hier fehlt eine Grafik, die leider im Moment aus technischen Gründen nicht angezeigt werden kann. Wir arbeiten daran! | La réserve de Léoville Barton                                                           |
| Saint-Julien            | Château Léoville-Poyferré                      | GCC 1855 |   | 80                 | 220                                       | Hier fehlt eine Grafik, die leider im Moment aus technischen Gründen nicht angezeigt werden kann. Wir arbeiten daran! | 62,5 % Cabernet Sauvignon, 25,5 % Merlot, 6 % Petit Verdot, 6 % Cabernet franc            | 18–20 Monate – neue Fässer: 80 %      | Hier fehlt eine Grafik, die leider im Moment aus technischen Gründen nicht angezeigt werden kann. Wir arbeiten daran! | Pavillon de Léoville Poyferré                                                           |
| Saint-Julien            | Château Saint-Pierre                           | GCC 1855 |   | 17                 | 70                                        | Hier fehlt eine Grafik, die leider im Moment aus technischen Gründen nicht angezeigt werden kann. Wir arbeiten daran! | 75 % Cabernet Sauvignon, 15 % Merlot, 10 % Cabernet franc                                 | 14–16 Monate – neue Fässer: 50 %      | Hier fehlt eine Grafik, die leider im Moment aus technischen Gründen nicht angezeigt werden kann. Wir arbeiten daran! | –                                                                                       |
| Saint-Julien            | Château Talbot                                 | GCC 1855 |   | 104                | 104                                       | Hier fehlt eine Grafik, die leider im Moment aus technischen Gründen nicht angezeigt werden kann. Wir arbeiten daran! | 68 % Cabernet Sauvignon, 28 % Merlot, 4 % Petit Verdot                                    | 14–16 Monate – neue Fässer: 50 %      | Hier fehlt eine Grafik, die leider im Moment aus technischen Gründen nicht angezeigt werden kann. Wir arbeiten daran! | Connétable Talbot                                                                       |
| Pauillac                | Château Mouton-Rothschild                      | PGCC     | E | 83 (84)            |                                           | Hier fehlt eine Grafik, die leider im Moment aus technischen Gründen nicht angezeigt werden kann. Wir arbeiten daran! | 77 % Cabernet Sauvignon, 12 % Merlot, 9 % Cabernet franc, 2 % Petit Verdot                | 19–22 Monate – neue Fässer: 100 %     | Hier fehlt eine Grafik, die leider im Moment aus technischen Gründen nicht angezeigt werden kann. Wir arbeiten daran! | Le Petit Mouton de Mouton Rothschild                                                    |
| Pauillac                | Château d’Armailhac                            | GCC 1855 |   | 70 (69)            | ?                                         | Hier fehlt eine Grafik, die leider im Moment aus technischen Gründen nicht angezeigt werden kann. Wir arbeiten daran! | 52 % Cabernet Sauvignon, 36 % Merlot, 10 % Cabernet franc, 2 % Petit Verdot               | 12 Monate – neue Fässer: 33 %         | Hier fehlt eine Grafik, die leider im Moment aus technischen Gründen nicht angezeigt werden kann. Wir arbeiten daran! | –                                                                                       |
| Pauillac                | Château Batailley                              | GCC 1855 |   | 60 (55)            | ?                                         | Hier fehlt eine Grafik, die leider im Moment aus technischen Gründen nicht angezeigt werden kann. Wir arbeiten daran! | 70 % Cabernet Sauvignon, 25 % Merlot, 3 % Cabernet franc, 2 % Petit Verdot                | 16–18 Monate – neue Fässer: 50–60 %   | Hier fehlt eine Grafik, die leider im Moment aus technischen Gründen nicht angezeigt werden kann. Wir arbeiten daran! | –                                                                                       |
| Pauillac                | Château Clerc Milon                            | GCC 1855 |   | 41 (40)            | ?                                         | Hier fehlt eine Grafik, die leider im Moment aus technischen Gründen nicht angezeigt werden kann. Wir arbeiten daran! | 52 % Cabernet Sauvignon, 36 % Merlot, 9 % Cabernet franc, 2 % Petit Verdot, 1 % Carmenère | 16–18 Monate – neue Fässer: 50 %      | Hier fehlt eine Grafik, die leider im Moment aus technischen Gründen nicht angezeigt werden kann. Wir arbeiten daran! | Pastourelle de Clerc Milon                                                              |
| Pauillac                | Château Croizet-Bages                          | GCC 1855 |   | 28,5               | 80                                        | Hier fehlt eine Grafik, die leider im Moment aus technischen Gründen nicht angezeigt werden kann. Wir arbeiten daran! | 62 % Cabernet Sauvignon, 28 % Merlot, 6 % Petit Verdot, 4 % Cabernet franc                | 12 Monate – neue Fässer: 50–55 %      | Hier fehlt eine Grafik, die leider im Moment aus technischen Gründen nicht angezeigt werden kann. Wir arbeiten daran! | Alias Croizet-Bages                                                                     |
| Pauillac                | Château Grand-Puy-Ducasse                      | GCC 1855 |   | 40                 | 120                                       | Hier fehlt eine Grafik, die leider im Moment aus technischen Gründen nicht angezeigt werden kann. Wir arbeiten daran! | 60 % Cabernet Sauvignon, 40 % Merlot                                                      | 18 Monate – neue Fässer: 40 %         | Hier fehlt eine Grafik, die leider im Moment aus technischen Gründen nicht angezeigt werden kann. Wir arbeiten daran! | Prélude à Grand-Puy Ducasse                                                             |
| Pauillac                | Château Grand-Puy-Lacoste                      | GCC 1855 |   | 58 (55)            | 180                                       | Hier fehlt eine Grafik, die leider im Moment aus technischen Gründen nicht angezeigt werden kann. Wir arbeiten daran! | 75 % Cabernet Sauvignon, 20 % Merlot, 5 % Cabernet franc                                  | 16–18 Monate – neue Fässer: 75 %      | Hier fehlt eine Grafik, die leider im Moment aus technischen Gründen nicht angezeigt werden kann. Wir arbeiten daran! | Lacoste-Borie                                                                           |
| Pauillac                | Château Haut-Bages Libéral                     | GCC 1855 |   | 30                 | 120                                       | Hier fehlt eine Grafik, die leider im Moment aus technischen Gründen nicht angezeigt werden kann. Wir arbeiten daran! | 70 % Cabernet Sauvignon, 30 % Merlot                                                      | 16 Monate – neue Fässer: 40 %         | Hier fehlt eine Grafik, die leider im Moment aus technischen Gründen nicht angezeigt werden kann. Wir arbeiten daran! | La Fleur de Haut-Bages Libéral, Le Pauillac de Haut-Bages Libéral, La Chapelle de Bages |
| Pauillac                | Château Lynch-Bages                            | GCC 1855 |   | 100                | 300 (350)                                 | Hier fehlt eine Grafik, die leider im Moment aus technischen Gründen nicht angezeigt werden kann. Wir arbeiten daran! | 70 % Cabernet Sauvignon, 24 % Merlot, 4 % Cabernet franc, 2 % Petit Verdot                | 18 Monate – neue Fässer: 70 %         | Hier fehlt eine Grafik, die leider im Moment aus technischen Gründen nicht angezeigt werden kann. Wir arbeiten daran! | Echo de Lynch-Bages                                                                     |
| Pauillac                | Château Lynch-Moussas                          | GCC 1855 |   | 60 (55)            | ?                                         | Hier fehlt eine Grafik, die leider im Moment aus technischen Gründen nicht angezeigt werden kann. Wir arbeiten daran! | 70 % Cabernet Sauvignon, 30 % Merlot                                                      | 14–18 Monate – neue Fässer: 55 %      | Hier fehlt eine Grafik, die leider im Moment aus technischen Gründen nicht angezeigt werden kann. Wir arbeiten daran! | Les Hauts de Lynch-Moussas                                                              |
| Pauillac                | Château Pichon Baron                           | GCC 1855 |   | 73                 | 160 (180)                                 | Hier fehlt eine Grafik, die leider im Moment aus technischen Gründen nicht angezeigt werden kann. Wir arbeiten daran! | 62 % Cabernet Sauvignon, 33 % Merlot, 3 % Cabernet franc, 2 % Petit Verdot                | 18 Monate – neue Fässer: 80 %         | Hier fehlt eine Grafik, die leider im Moment aus technischen Gründen nicht angezeigt werden kann. Wir arbeiten daran! | Les Griffons de Pichon Baron, Les Tourelles de Longueville                              |
| Pauillac                | Château Pichon-Longueville-Comtesse de Lalande | GCC 1855 |   | 89                 | 170                                       | Hier fehlt eine Grafik, die leider im Moment aus technischen Gründen nicht angezeigt werden kann. Wir arbeiten daran! | 60 % Cabernet Sauvignon, 29 % Merlot, 7 % Cabernet franc, und 4 % Petit Verdot            | 18–22 Monate – neue Fässer: 50 %      | Hier fehlt eine Grafik, die leider im Moment aus technischen Gründen nicht angezeigt werden kann. Wir arbeiten daran! | Réserve de la Comtesse                                                                  |
| Saint-Estèphe           | Château Cos Labory                             | GCC 1855 |   | 18                 | 80                                        | Hier fehlt eine Grafik, die leider im Moment aus technischen Gründen nicht angezeigt werden kann. Wir arbeiten daran! | 60 % Cabernet Sauvignon, 35 % Merlot, 5 % Cabernet franc                                  | 18 Monate – neue Fässer: 50 %         | Hier fehlt eine Grafik, die leider im Moment aus technischen Gründen nicht angezeigt werden kann. Wir arbeiten daran! | Charme de Cos Labory                                                                    |
| Saint-Estèphe           | Château Lafon-Rochet                           | GCC 1855 |   | 40 (45)            | 100 (120)                                 | Hier fehlt eine Grafik, die leider im Moment aus technischen Gründen nicht angezeigt werden kann. Wir arbeiten daran! | 57 % Cabernet Sauvignon, 36 % Merlot, 4 % Petit Verdot, 3 % Cabernet franc                | 15 Monate – neue Fässer: 50 %         | Hier fehlt eine Grafik, die leider im Moment aus technischen Gründen nicht angezeigt werden kann. Wir arbeiten daran! | Les Pèlerins de Lafon Rochet                                                            |
| Saint-Estèphe           | Château Ormes de Pez                           |          |   | 40                 | 200 (240)                                 | Hier fehlt eine Grafik, die leider im Moment aus technischen Gründen nicht angezeigt werden kann. Wir arbeiten daran! | 48 % Cabernet Sauvignon, 42 % Merlot, 8 % Cabernet franc, 2 % Petit Verdot                | 14–16 Monate – neue Fässer: 45 %      | Hier fehlt eine Grafik, die leider im Moment aus technischen Gründen nicht angezeigt werden kann. Wir arbeiten daran! | –                                                                                       |
| Saint-Estèphe           | Château de Pez                                 |          |   | 38                 | 160                                       | Hier fehlt eine Grafik, die leider im Moment aus technischen Gründen nicht angezeigt werden kann. Wir arbeiten daran! | 47 % Cabernet Sauvignon, 44 % Merlot, 6 % Cabernet franc, 3 % Petit Verdot                | 12–18 Monate – neue Fässer: 40 %      | Hier fehlt eine Grafik, die leider im Moment aus technischen Gründen nicht angezeigt werden kann. Wir arbeiten daran! | –                                                                                       |
| Saint-Estèphe           | Château Phélan Ségur                           |          |   | 70                 | 200 (250)                                 | Hier fehlt eine Grafik, die leider im Moment aus technischen Gründen nicht angezeigt werden kann. Wir arbeiten daran! | 59 % Cabernet Sauvignon, 39 % Merlot, 1 % Petit Verdot, und 1 % Cabernet Franc            | 18 Monate – neue Fässer: 50 %         | Hier fehlt eine Grafik, die leider im Moment aus technischen Gründen nicht angezeigt werden kann. Wir arbeiten daran! | Frank Phélan                                                                            |
| Sauternes ou Barsac     | Château d’Yquem                                | PGCC     | E | 100                | 65                                        | Hier fehlt eine Grafik, die leider im Moment aus technischen Gründen nicht angezeigt werden kann. Wir arbeiten daran! | 80 % Sémillon, 20 % Sauvignon Blanc                                                       | 36–48 Monate – neue Fässer: 100 %     | Hier fehlt eine Grafik, die leider im Moment aus technischen Gründen nicht angezeigt werden kann. Wir arbeiten daran! | Y d’Yquem                                                                               |
| Sauternes ou Barsac     | Château Bastor-Lamontagne                      |          |   | 52 (56)            | 60–80                                     | Hier fehlt eine Grafik, die leider im Moment aus technischen Gründen nicht angezeigt werden kann. Wir arbeiten daran! | 80 % Sémillon, 20 % Sauvignon Blanc                                                       | 16 Monate – neue Fässer: 30 %         | Hier fehlt eine Grafik, die leider im Moment aus technischen Gründen nicht angezeigt werden kann. Wir arbeiten daran! | Les Remparts de Bastor-Lamontagne                                                       |
| Sauternes ou Barsac     | Château Broustet                               | GCC 1855 |   | 17 (16)            | 20 (25)                                   | Hier fehlt eine Grafik, die leider im Moment aus technischen Gründen nicht angezeigt werden kann. Wir arbeiten daran! | 70 % Sémillon, 20 % Sauvignon, 10 % Muscadelle                                            | 22 Monate – neue Fässer: 40 %         | Hier fehlt eine Grafik, die leider im Moment aus technischen Gründen nicht angezeigt werden kann. Wir arbeiten daran! | Les Charmes de Château Broustet                                                         |
| Sauternes ou Barsac     | Château Climens                                | GCC 1855 |   | 30                 | 30                                        | Hier fehlt eine Grafik, die leider im Moment aus technischen Gründen nicht angezeigt werden kann. Wir arbeiten daran! | 100 % Sémillon                                                                            | 20–24 Monate – neue Fässer: 30 %      | Hier fehlt eine Grafik, die leider im Moment aus technischen Gründen nicht angezeigt werden kann. Wir arbeiten daran! | Cyprès de Climens                                                                       |
| Sauternes ou Barsac     | Château Coutet                                 | GCC 1855 |   | 38,5               | 42                                        | Hier fehlt eine Grafik, die leider im Moment aus technischen Gründen nicht angezeigt werden kann. Wir arbeiten daran! | 75 % Sémillon, 23 % Sauvignon Blanc, 2 % Muscadelle                                       | 18 Monate – neue Fässer: 100 %        | Hier fehlt eine Grafik, die leider im Moment aus technischen Gründen nicht angezeigt werden kann. Wir arbeiten daran! | La Chartreuse de Coutet                                                                 |
| Sauternes ou Barsac     | Château Doisy Daëne                            | GCC 1855 |   | 17,2               | 40                                        | Hier fehlt eine Grafik, die leider im Moment aus technischen Gründen nicht angezeigt werden kann. Wir arbeiten daran! | 87 % Sémillon, 13 % Sauvignon                                                             | 18 Monate – neue Fässer: 33 %         | Hier fehlt eine Grafik, die leider im Moment aus technischen Gründen nicht angezeigt werden kann. Wir arbeiten daran! | –                                                                                       |
| Sauternes ou Barsac     | Château Doisy-Védrines                         | GCC 1855 |   | 35                 | 40                                        | Hier fehlt eine Grafik, die leider im Moment aus technischen Gründen nicht angezeigt werden kann. Wir arbeiten daran! | 80 % Sémillon, 15 % Sauvignon, 5 % Muscadelle                                             | 18 Monate – neue Fässer: 40–60 %      | Hier fehlt eine Grafik, die leider im Moment aus technischen Gründen nicht angezeigt werden kann. Wir arbeiten daran! | Château Petit Védrines                                                                  |
| Sauternes ou Barsac     | Château de Fargues                             |          |   | 20 (15)            | 20 (15)                                   | Hier fehlt eine Grafik, die leider im Moment aus technischen Gründen nicht angezeigt werden kann. Wir arbeiten daran! | 80 % Sémillon, 20 % Sauvignon Blanc                                                       | 30 Monate – neue Fässer: 30 %         | Hier fehlt eine Grafik, die leider im Moment aus technischen Gründen nicht angezeigt werden kann. Wir arbeiten daran! | –                                                                                       |
| Sauternes ou Barsac     | Château Guiraud                                | GCC 1855 |   | 100                | 75 (100)                                  | Hier fehlt eine Grafik, die leider im Moment aus technischen Gründen nicht angezeigt werden kann. Wir arbeiten daran! | 65 % Sémillon, 35 % Sauvignon Blanc                                                       | 24 Monate – neue Fässer: 90 %         | Hier fehlt eine Grafik, die leider im Moment aus technischen Gründen nicht angezeigt werden kann. Wir arbeiten daran! | Petit Guiraud                                                                           |
| Sauternes ou Barsac     | Clos Haut-Peyraguey                            | GCC 1855 |   | 21 (–)             | 20 (–)                                    | Hier fehlt eine Grafik, die leider im Moment aus technischen Gründen nicht angezeigt werden kann. Wir arbeiten daran! | 95 % Sémillon, 5 % Sauvignon Blanc                                                        | 20 Monate – neue Fässer: 30 %         | Hier fehlt eine Grafik, die leider im Moment aus technischen Gründen nicht angezeigt werden kann. Wir arbeiten daran! | Symphonie de Haut Peyraguey                                                             |
| Sauternes ou Barsac     | Château Lafaurie-Peyraguey                     | GCC 1855 |   | 36                 | 40 (50)                                   | Hier fehlt eine Grafik, die leider im Moment aus technischen Gründen nicht angezeigt werden kann. Wir arbeiten daran! | 93 % Sémillon, 6 % Sauvignon Blanc, 1 % Muscadelle                                        | 18 Monate – neue Fässer: 40 %         | Hier fehlt eine Grafik, die leider im Moment aus technischen Gründen nicht angezeigt werden kann. Wir arbeiten daran! | La Chapelle de Lafaurie-Peyraguey                                                       |
| Sauternes ou Barsac     | Château de Malle                               | GCC 1855 |   | 25                 | 40                                        | Hier fehlt eine Grafik, die leider im Moment aus technischen Gründen nicht angezeigt werden kann. Wir arbeiten daran! | 69 % Sémillon, 28 % Sauvignon, 3 % Muscadelle                                             | 18–24 Monate – neue Fässer: 30 %      | Hier fehlt eine Grafik, die leider im Moment aus technischen Gründen nicht angezeigt werden kann. Wir arbeiten daran! | Les Fleurs de Malle                                                                     |
| Sauternes ou Barsac     | Château Nairac                                 | GCC 1855 |   | 17                 | <15                                       | Hier fehlt eine Grafik, die leider im Moment aus technischen Gründen nicht angezeigt werden kann. Wir arbeiten daran! | 90 % Sémillon, 6 % Sauvignon, 4 % Muscadelle                                              | 18–36 Monate – neue Fässer: 10–100 %  | Hier fehlt eine Grafik, die leider im Moment aus technischen Gründen nicht angezeigt werden kann. Wir arbeiten daran! | Esquisse de Nairac                                                                      |
| Sauternes ou Barsac     | Château de Rayne Vigneau                       | GCC 1855 |   | 84 (62)            | 80                                        | Hier fehlt eine Grafik, die leider im Moment aus technischen Gründen nicht angezeigt werden kann. Wir arbeiten daran! | 80 % Sémillon, 19,5 % Sauvignon, 0,5 % Muscadelle                                         | 18 Monate – neue Fässer: 30 %         | Hier fehlt eine Grafik, die leider im Moment aus technischen Gründen nicht angezeigt werden kann. Wir arbeiten daran! | Madame de Rayne                                                                         |
| Sauternes ou Barsac     | Château Sigalas-Rabaud                         | GCC 1855 |   | 14                 | 25                                        | Hier fehlt eine Grafik, die leider im Moment aus technischen Gründen nicht angezeigt werden kann. Wir arbeiten daran! | 85 % Sémillon, 15 % Sauvignon                                                             | 20 Monate – neue Fässer: 33 %         | Hier fehlt eine Grafik, die leider im Moment aus technischen Gründen nicht angezeigt werden kann. Wir arbeiten daran! | Lieutenant de Sigalas                                                                   |
| Sauternes ou Barsac     | Château Suduiraut                              | GCC 1855 |   | 91 (92)            | ?                                         | Hier fehlt eine Grafik, die leider im Moment aus technischen Gründen nicht angezeigt werden kann. Wir arbeiten daran! | 90 % Sémillon, 10 % Sauvignon Blanc                                                       | 18–24 Monate – neue Fässer: 50 %      | Hier fehlt eine Grafik, die leider im Moment aus technischen Gründen nicht angezeigt werden kann. Wir arbeiten daran! | Castelnau de Suduiraut, Les Lions de Suduiraut                                          |
| Sauternes ou Barsac     | Château La Tour Blanche                        | GCC 1855 |   | 40 (38,5)          | 30 (45)                                   | Hier fehlt eine Grafik, die leider im Moment aus technischen Gründen nicht angezeigt werden kann. Wir arbeiten daran! | 83 % Sémillon, 12 % Sauvignon, 5 % Muscadelle                                             | 16–18 Monate – neue Fässer: 100 %     | Hier fehlt eine Grafik, die leider im Moment aus technischen Gründen nicht angezeigt werden kann. Wir arbeiten daran! | Les Charmilles de La Tour Blanche                                                       |